# 美しき運命の傷痕
『美しき運命の傷痕』（うつくしきうんめいのきずあと、L'Enfer）は2005年のフランス・イタリア・ベルギー・日本合作のドラマ映画。
1996年に亡くなったクシシュトフ・キェシロフスキ監督の遺稿をダニス・タノヴィッチ監督が映画化した。キェシロフスキがダンテの『神曲』に着想を得て構想した三部作「天国」「地獄」「煉獄」のうちの「地獄」編に当たる。なお「天国」編は2002年にトム・ティクヴァ監督により『ヘヴン』として映画化された。

## ストーリー
孤独な独身女性のセリーヌは、5才で父に自殺されてから母親に育てられて来た。22年後の現在、郊外の老人ホームで車椅子生活を送る母は、耳は聞こえるが喋れない非常に気難しい老人になっていた。セリーヌは、姉のソフィと妹アンヌの三姉妹だが疎遠にしており、頻繁に母親を訪ねるのはセリーヌだけだった。不眠症のセリーヌは、老人ホームへの行き帰りの長距離列車でだけは熟睡でき、それが訪問の主目的だった。
姉のソフィには幼い二人の子供がいたが、夫の浮気を疑っていた。妹のアンヌは妻子持ちの大学教授フレデリックと付き合っていたが、彼は親友である女友達の父親だった。フレデリックから一方的に別れを告げられ、付きまとい行為を始めるアンヌ。彼女はフレデリックの子を妊娠していたのだ。
セバスチャンという男性と知り合うセリーヌ。道ばたやカフェで不意に現れるセバスチャンは、初めからセリーヌの名を知っており、訳ありな人物だった。それでもセバスチャンに惹かれて行くセリーヌ。
夫の愛人の家に侵入し、浮気を確信したソフィは、夫を家から追い出した。愛人に捨てられた夫が家のドアを叩いても、子供たちにも会わせないソフィ。
同性愛者だとセリーヌに打ち明けるセバスチャン。彼は少年時代に担当教諭だったセリーヌの父に一方的に好意を持ち、教官室で裸で迫っているところを、幼いセリーヌとその母親に目撃されたのだ。母親は問答無用で夫を家から追い出し、娘たちにも会わせずに苦しめた。セバスチャンは、父親が完全に無実だと告白するためにセリーヌに近づいたのだ。
フレデリックの事故死を新聞で知るアンヌ。彼の娘である女友達は、アンヌが父親の愛人だと気づき、泣き叫んで罵しった。
久し振りに姉や妹と連絡を取り、父の無実を伝えるセリーヌ。三姉妹は揃って老人ホームを訪れ、母にも誤解だったことを説明した。しかし、険しい目付きの母親は、筆談で、「それでも何も後悔しない」と答えるのだった。

## キャスト
- ソフィ - エマニュエル・ベアール
- セリーヌ - カリン・ヴィアール
- アンヌ - マリー・ジラン
- 母親 - キャロル・ブーケ
- フレデリック - ジャック・ペラン
- ピエール - ジャック・ガンブラン
- セバスチャン - ギヨーム・カネ
- 父親 - ミキ・マノイロヴィッチ
- ジュリー - マリアム・ダボ
- ジョセフィーヌ - ガエル・ボナ
- ルイ - ジャン・ロシュフォール